# Ardnamurchan Point

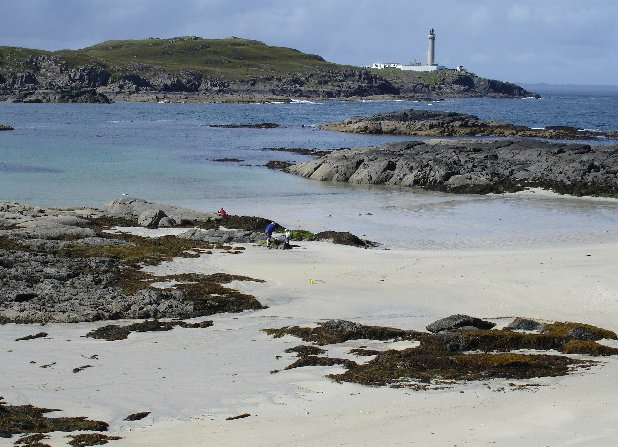
Ardnamurchan point

Ardnamurchan Point est un cap d'Écosse dans la région de Lochaber à l'ouest de l'Écosse.
Un phare y a été construit en 1849.